# Stomorhina veterana
Stomorhina veterana är en tvåvingeart som beskrevs av Villeneuve 1927. Stomorhina veterana ingår i släktet Stomorhina och familjen Rhiniidae. Inga underarter finns listade i Catalogue of Life.